# Faculdade de Direito de Bissau
A Faculdade de Direito de Bissau (FDB), por vezes também denominada Faculdade de Direito da Guiné-Bissau, é uma instituição pública de ensino superior sediada em Bissau, vocacionada à formação dos quadros de direito para a Guiné-Bissau. Foi fundada a 27 de setembro de 1979 como escola de direito e desde 26 de novembro de 1990 é uma faculdade.
É a única instituição que expede diplomas de direito no país.
É tutelada pelo Ministério da Educação Nacional. Chegou a ser anunciada, em 2014, como componente do sistema federativo da Universidade Amílcar Cabral, mas tal conjuntura nunca foi implantada por completo.

## Histórico
Tendo em vista a necessidade da formação dos quadros profissionais na área do direito na Guiné-Bissau, o presidente Luís Cabral assinou o decreto n.º 22 de 27 de setembro de 1979, criando a Escola de Direito de Bissau. A escola estava vocacionada à formação de técnicos, e não necessariamente bacharéis em direito, como é desejável a uma escola superior.
Em 1989 foram iniciados os estudos para a conversão da escola em faculdade, sendo convidada a Faculdade de Direito da Universidade de Lisboa para que prestasse a assessoria técnico-científica necessária.
Então, a 26 de novembro de 1990, através do decreto n.º 34, o presidente João Bernardo Vieira converteu a Escola de Direito de Bissau na Faculdade de Direito de Bissau (FDB), transferindo-lhe todas as atribuições necessárias. A instituição surgiu com um protocolo de cooperação com a Faculdade de Direito de Lisboa, que assumiu a assessoria científica e pedagógica.
A 24 de abril de 1993, a Faculdade de Direito de Bissau aderiu à Associação das Universidades de Língua Portuguesa como membro titular.
Com o início das operações da Universidade Amílcar Cabral (UAC), foi por esta absorvida em 2003, numa tentativa de fortalecimento das instituições nacionais de ensino superior. Porém, em 2008, o governo bissau-guineense alegou falta de condições para financiar a universidade declarando, em seguida, a concessão da UAC à iniciativa privada. Com a passagem total da instituição ao capital privado, a comunidade acadêmica da FDB votou pela desfiliação e passou a autonomia novamente.
Chegou a ser anunciada, em 2014, como componente do sistema federativo da Universidade Amílcar Cabral, mas tal conjuntura nunca foi implantada por completo.

## Cursos oferecidos
São oferecidos os seguintes cursos na FDB:
- Graduação:
  - Direito
- Pós-graduação:
  - Mestrado em Direito da Energia e dos Recursos Naturais (2014)
  - Mestrado em Direito das Telecomunicações (2015)